# Palma de Coco
Palma de Coco är en ort i Mexiko.   Den ligger i kommunen Ignacio de la Llave och delstaten Veracruz, i den sydöstra delen av landet, 300 km öster om huvudstaden Mexico City. Palma de Coco ligger 12 meter över havet och antalet invånare är 210.
Terrängen runt Palma de Coco är mycket platt. Runt Palma de Coco är det glesbefolkat, med 14 invånare per kvadratkilometer. Närmaste större samhälle är Tlalixcoyan, 18,2 km nordväst om Palma de Coco. Trakten runt Palma de Coco består huvudsakligen av våtmarker.